# Římskokatolická farnost Halenkovice
Římskokatolická farnost Halenkovice je územní společenství římských katolíků s farním kostelem svatého Josefa v děkanátu Zlín.

## Historie farnosti
První písemná zmínka o obci pochází z roku 1634. Do roku 1784 byly Halenkovice součástí spytihněvské farnosti. Farní kostel byl postaven v závěru 18. století, vysvěcen byl 29. března 1789.

## Duchovní správci
Administrátorem excurrendo byl od července 2008 R. D. Mgr. Bohumil Kundl. S platností od července 2018 ho vystřídal R. D. Mgr. Jiří Zámečník.  Ten však od podzimu téhož roku začal studovat v Římě a novým administrátorem excurrendo tak byl od října 2018 ustanoven R. D. ThLic. Tomáš Káňa, Th.D., který do té doby působil ve farnosti v Torrontu v Kanadě (předchozí působiště v ČR: kaplan v Jevíčku).

## Bohoslužby
| Kostel         | Místo       | Bohoslužba (den) | Hodina                                | Poznámka     |
| -------------- | ----------- | ---------------- | ------------------------------------- | ------------ |
| svatého Josefa | Halenkovice | neděle           | 10.15                                 | farní kostel |
| svatého Josefa | Halenkovice | středa           | 17.00 (zimní čas) / 18.00 (letní čas) | farní kostel |

Aktuální časy bohoslužeb jsou v týdenním přehledu oznámení

## Aktivity ve farnosti
Ve farnosti se pravidelně schází společenství malých misionářů, modlitební společenství různých skupin a schola, která zpívá při bohoslužbách několik nedělí v měsíci.
Ve farnosti se pravidelně koná tříkrálová sbírka, pouť (třetí neděle po Velikonocích), Misijní neděle atd.